# U-Boot-gestützte ballistische Rakete

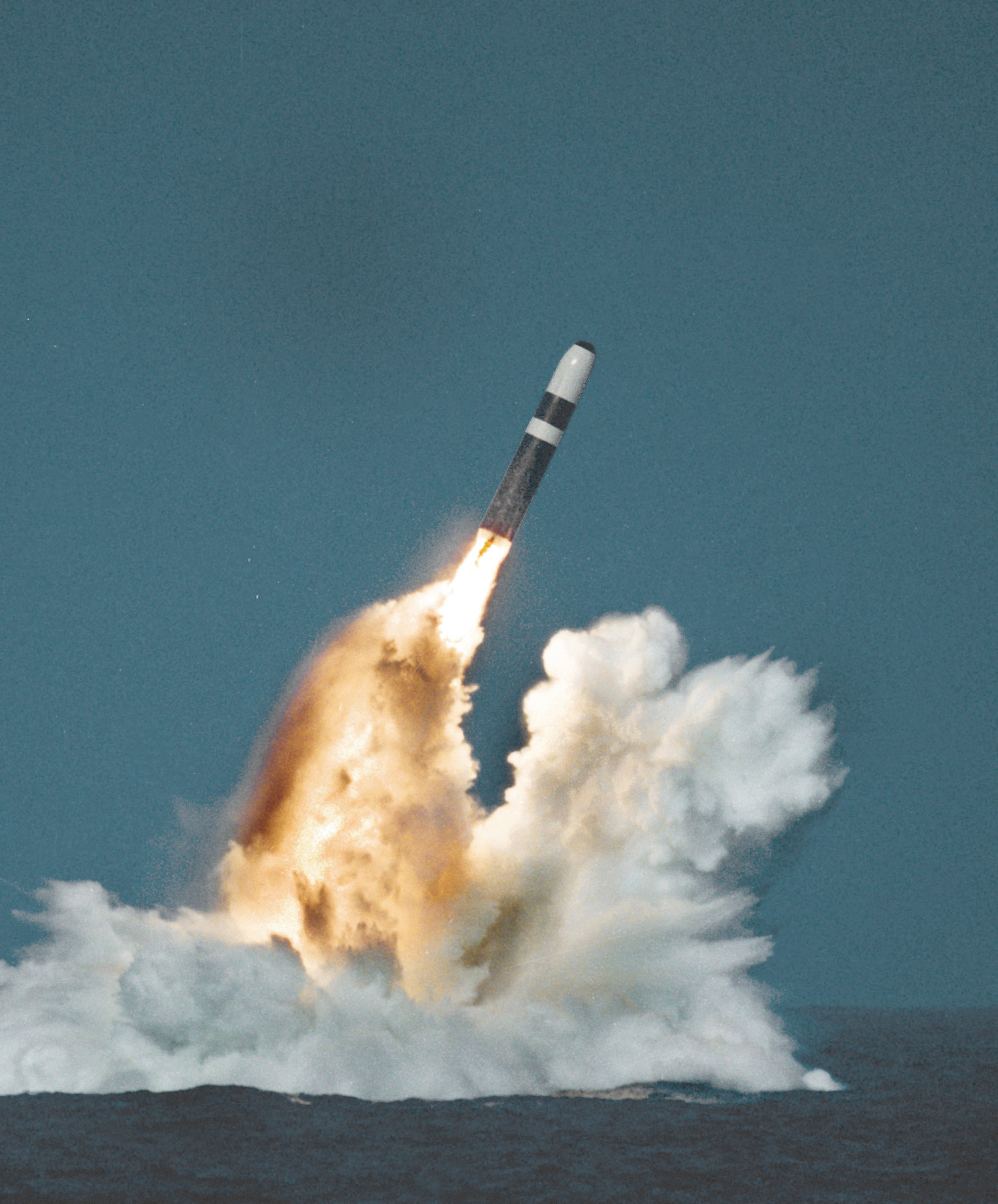
Trident II beim Start von einem getauchten U-Boot

Eine U-Boot-gestützte ballistische Rakete (kurz SLBM, für „Submarine-launched ballistic missile“) ist eine ballistische Rakete, die zur Abfeuerung von U-Booten (SSBN) aus vorgesehen ist. Moderne SLBMs entsprechen in der Reichweite praktisch Interkontinentalraketen und können meist mit nuklearen Mehrfach-Sprengköpfen bestückt werden.

## Verbreitung
Über SLBMs verfügen im Jahr 2019 die Seestreitkräfte der USA, Russlands, Frankreichs, Großbritanniens, Chinas und Indiens. Nordkorea führte im April 2016 bislang einen Test durch.

## Bedeutung
SLBMs hatten eine große strategische Bedeutung während der zweiten Hälfte des Kalten Krieges. Bis heute dienen Atom-U-Boote der nuklearen Abschreckung. Die Position dieser Schiffe ist trotz modernster Ortungsgeräte, wie Unterwassermikrophonen (SOSUS), Magnetsonden und Satelliten, nur schwer auszumachen und die Beweglichkeit gewährt die Garantie, dass nicht alle SLBMs mitführenden U-Boote durch den Gegner ausgeschaltet werden können bzw. dieser nicht wissen kann, welche Boote welche führen. So böte eine strategische U-Boot-Flotte auch wegen der potenziell sehr geringen Vorwarnzeit durch nahezu beliebige Distanz zum Ziel theoretisch die Option eines atomaren Erstschlags, vor allem aber die eines erfolgreichen Zweitschlags. Somit tragen die SLBMs auch zum Gleichgewicht des Schreckens bei.
Ab 1979 verfügten die USA über modernere Trident-SLBM, die aufgrund ihrer Treffergenauigkeit (CEP) den Atom-U-Booten die Möglichkeit gaben, statt Flächenzielen nun auch Punktziele anzugreifen. Die Anzahl der landgestützten Interkontinentalraketen (ICBM) konnte dadurch verringert werden. So hatten die USA um 1985 die Hälfte der strategischen atomaren Gefechtsköpfe auf SLBMs stationiert, die Sowjetunion 20 %.

## SLBM einzelner Staaten

### Vereinigte Staaten
- UGM-27 Polaris
- UGM-73 Poseidon
- UGM-93 Trident I
- UGM-133 Trident II

### Vereinigtes Königreich
- UGM-133 Trident II

### Russland, früher UdSSR
russisch Баллистические ракеты подводных лодок (БРПЛ). Die Typenbezeichnungen überschneiden sich zum Teil.
- R-11FM (NATO-Codename: SS-N-1 „Scud-A“)
- R-13 (SS-N-4 „Sark“)
- R-21 (SS-N-5 „Serb“)
- R-27 (SS-N-6 „Serb“)
- R-29/R-29D (SS-N-8 „Sawfly“)
- R-31 (SS-N-17 „Snipe“)
- R-29K/R-29RL (SS-N-18 „Stingray“)
- R-39 (SS-N-20 „Sturgeon“)
- R-29RM/R-29RMU (SS-N-23 „Skiff“)
- R-30 (SS-N-32)

### Frankreich
missile mer-sol balistique stratégique (MSBS)
- M 1
- M 2
- M 20
- M 4
- M 45
- M 5
- M 51

### Volksrepublik China
- JL-1 (NATO-Codename: CSS-N-3)
- JL-2 (CSS-N-14)
- JL-3 (CSS-N-20)

### Indien
- K-15 Sagarika
- K-4 Kalam-4

### Nordkorea
- Pukguksong-1 (NATO-Codename: KN-11)

### Südkorea
- Hyunmoo 4-4